# Zew młodych ostrowczan
Zew młodych ostrowczan – hejnał miasta Ostrowca Świętokrzyskiego rozbrzmiewający codziennie o godzinie 12:00 z wieży Kolegiaty św. Michała. Może być on również odgrywany podczas uroczystości i świąt lokalnych. Trwa 17 sekund, a skomponowany został przez Włodzimierza Irskiego.
Premierowe wykonanie miało miejsce 13 sierpnia 2006 roku o godzinie 17:00 w Parku Miejskim im. marsz. J. Piłsudskiego. Utwór odegrał na trąbce Józef Gwizdowski z orkiestry Miejskiego Centrum Kultury.